# Baskijski jezici
Baskijski jezici, ime dano malenoj izoliranoj jezičnoj porodici koja obuhvaća baskijski jezik kojim se služe Baski ili Euskaldunak na području Španjolske i Francuske. Porodici su po ISO-639, pripadala tri jezika čiji su identifikatori bili bqe, bsz i eus. Godine 2007. dva od ova tri jezika izgubila su poseban status, to su to su navarsko-laburdinski i suletinski.

## Vanjske poveznice
- Ethnologue (14th)
- Ethnologue (16th)
- Tree for Basque  Arhivirana inačica izvorne stranice od 25. prosinca 2009. (Wayback Machine)
- [neaktivna poveznica]